# Jacupiranga
Jacupiranga é um município do estado de São Paulo, no Brasil. Localiza-se a uma latitude 24º41'33" sul e a uma longitude 48º00'08" oeste, estando a uma altitude média de 33 metros. Sua população, conforme o censo 2022 do IBGE, é de 16 116.

## Topônimo
"Jacupiranga" é um termo tupi que significa "jacu vermelho", através da junção dos termos ya'ku ("jacu") e pyrang ("vermelho").Os jacus são aves do gênero Penelope, da familia Cracidae.

## História
O primitivo povoado de Botujuru (do tupi Ybytú-yuru = boca do vento), nasceu junto à barra do rio Canha, ao longo do rio Jacupiranga, cujo sítio presume-se tenha sido ocupado por um aldeamento de indígenas. Somente por volta de 1864 é que o cidadão português Antônio Pinto de Magalhães Mesquita, vindo de Iguape, apareceu no local e abriu uma casa comercial, dando grande impulso para a fundação do povoado, auxiliado por Hildebrando de Macedo, Manoel Pinto de Almeida, Francisco de Lara França e outros pioneiros.
Unidos pelo mesmo ideal, decidiram construir uma capela dedicada a Nossa Senhora da Conceição, cuja imagem foi doado por Hildebrando de Macedo, que ficou sendo a padroeira.

#### Elevada á freguesia

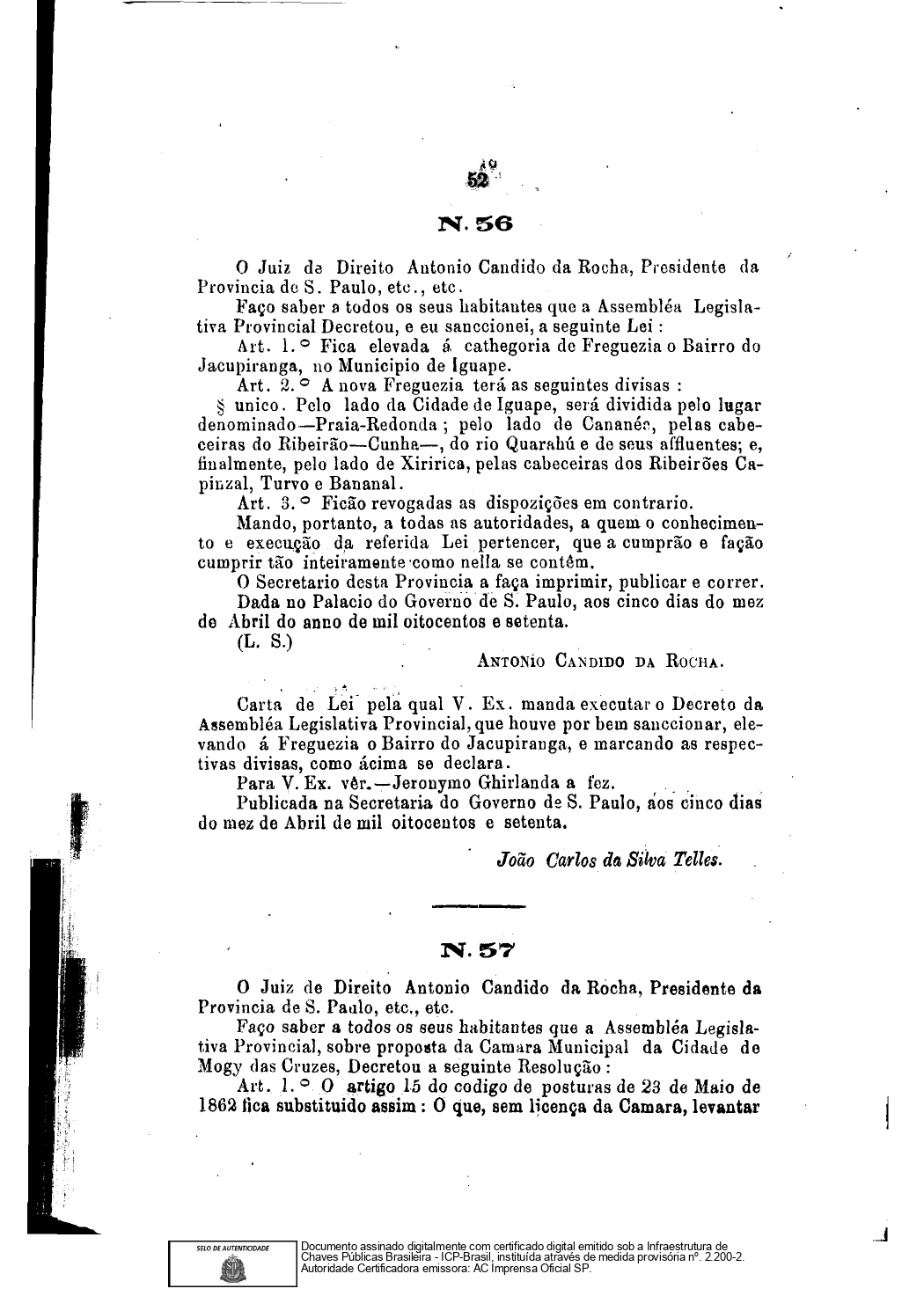
Imagem da Lei nº 56, de 05/04/1870.

Assim, já em 1870, através da Lei nº 56, de 5 de abril daquele ano, o povoado era elevado à categoria de Freguesia, dentro do município de Iguape, tendo a sua denominação alterada para Jacupiranga.

### A igreja

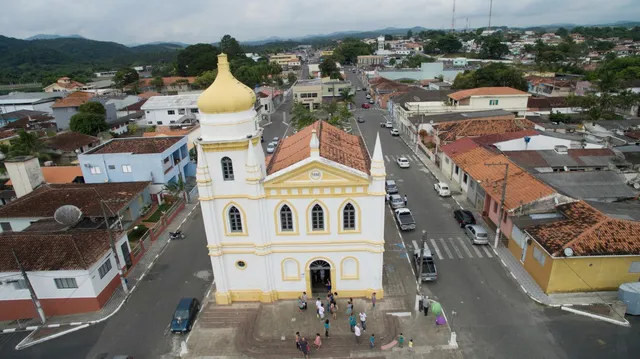
Igreja Matriz de Jacupiranga, que foi inaugurada em 1888.

Com o passar dos anos, e com o aumento da população, a pequena capela já era insuficiente para acolher os fiéis. Assim, o fundador Magalhães Mesquita, auxiliado pelo padre Domingos Rossi e outros, empreenderam a construção de um templo maior, que foi solenemente inaugurado em 1888.
Em novembro de 1877, era instalada na freguesia uma agência do Correio, indicativo que a incipiente povoação crescia a cada dia e se fazia respeitar no Vale do Ribeira.
Em 12 de junho de 1887, inaugurou-se a primeira linha de navegação a vapor, com a lancha “Ondina”, dirigida por Domingos de Almeida Santos (Domingos d´Ondina), que fazia a ligação entre Iguape e a barra do rio Capinzal, prosseguindo daí em diante com canoas.

#### As festas religiosas
Festas religiosas memoráveis eram realizadas antigamente na freguesia, como a da padroeira Nossa Senhora da Conceição e a do Divino Espírito Santo.
No dia 6 de novembro de 1901, chegava na vila o novo padre Victorio Maria Peyla, que imprimiu maior brilhantismo a essas festas.
Já no dia 8 de dezembro daquele ano, após a Festa da Padroeira, a Irmandade de Nossa Senhora da Conceição elegeu seus membros para o ano de 1902, sendo escolhidos: para provedor, o capitão Francisco Lauriano Franco; para tesoureiro, o capitão Antônio Augusto de Oliveira Muniz; para procurador, o capitão Manoel Pinto de Almeida; e para secretário, José Roberto Fuschini Filho. Nesse mesmo dia, era empossado José Eleutério de Macedo como festeiro para o ano de 1902 da Festa do Divino Espírito Santo.
Também em dezembro de 1901, foram terminadas as obras do forro da Matriz, executadas mediante uma subscrição realizada entre os próprios membros da Irmandade de Nossa Senhora da Conceição, sendo uma iniciativa do padre Victorio Peyla.
Nesse ano de 1901, o subdelegado de polícia era o tenente Antônio Sant'Anna Ferreira e o comandante do destacamento militar era João Manoel Jorge, que zelaram pela ordem das festividades.
No ano de 1906, o Bispado concedeu provisão para se fazer a Festa de São Pedro na Freguesia de Jacupiranga, que se tornou uma das mais famosas da época.
Em 1925, a Igreja Matriz passou por uma grande reforma, realizada devido aos esforços do capitão Miguel Abu-Yaghi, que era o tesoureiro da Irmandade de Nossa Senhora da Conceição.

### As festas civicas
As festas cívicas sempre foram comemoradas com muito brilho na freguesia. Como a festa realizada no dia 13 de maio de 1906, em comemoração à Lei Áurea. A solenidade teve lugar na escola local, dirigida pelo professor Alfredo Ferreira, sendo realizada uma sessão solene sob a presidência do juiz de paz da Freguesia, capitão Manoel Pinto de Almeida.
Ao ser aberta a sessão, a banda musical do Club Jacupiranguense 24 de Dezembro executou o seu hino. Em seguida, os alunos cantaram o hino "Os Filhos de Jacupiranga", de autoria do professor Alfredo Ferreira, que em seguida proferiu eloquente discurso sobre a data.
Discursaram, ainda, o capitão Júlio de Aquino, o capitão Francisco Lauriano Franco, o cidadão José Alves Diniz e o aluno Aquino José de Macedo.

### A luta pela emancipação
Antes de sua emancipação, o distrito de Jacupiranga era administrado por subprefeitos, que deviam obediência à Câmara de Iguape. Eram personalidades representativas da vila, políticos de envergadura que marcaram época, como Miguel Abu-Yaghi, Francisco de Freitas Garcia e Jorge José de Lima, que administraram a subprefeitura local por várias vezes.
No ano de 1926, o subprefeito de Jacupiranga era o capitão Miguel Abu-Yaghi, que já tinha ocupado esse cargo por várias vezes. O presidente do Partido Republicano local era o capitão Bernardo Ferreira Machado, e desse diretório político faziam parte, entre outros, os cidadãos Victorio Zanon e Jorge José de Lima.
Jacupiranga era uma vila que crescia a cada dia e já estava na hora de possuir autonomia, desligando-se de Iguape.
Foi então que no dia 7 de julho de 1926, esses políticos foram até Iguape para discutir com os vereadores iguapenses sobre a emancipação do distrito. A Câmara de Iguape, presidida pelo capitão José de Sant'Anna Ferreira, recebeu com bons olhos os clamores do povo de Jacupiranga e se mostrou favorável à autonomia, reconhecendo que o distrito preenchia todos os requisitos legais para a emancipação.

#### Capitão Abu-Yaghi
No início do século XX, apareceu no lugar o capitão Miguel Abu-Yaghi, que deu grande impulso para o desenvolvimento de Jacupiranga, tendo sido um dos líderes do movimento pela emancipação.
Abu-Yaghi nasceu no Líbano em 1875, imigrando para o Brasil aos 22 anos, estabelecendo-se, a princípio, em Iporanga, onde casou-se, aos 25 anos, com uma brasileira. Mais tarde, mudou-se para Iguape, onde abriu um comércio, até que optou por se fixar definitivamente em Jacupiranga.

#### A primeira eleição
O município só seria criado pela Lei nº 2.253, de 29 de dezembro de 1927. Assim, foram marcadas as primeiras eleições municipais para o dia 24 de fevereiro de 1928, quando o povo do lugar elegeu os vereadores para a composição da primeira Câmara Municipal. Foram eleitos: Jorge José de Lima, Miguel Abu-Yaghi, Fructuoso Moreira de Lima, Eduardo Brasileiro de Macedo, Estanislau Cugler e Máximo Zanella, estes dois últimos representando a Colônia de Pariquera-Açú, que ficara pertencendo ao novo município.
Como naquele tempo ainda não era realizada eleição direta para a escolha do prefeito e vice-prefeito, os vereadores escolheram para esses cargos, respectivamente, Miguel Abu-Yaghi e Eduardo Brasileiro de Macedo. O município só seria instalado no dia 23 de junho de 1928, quando tomou posse a primeira Câmara eleita.

#### A visita do cônsul do Japão
Em 7 de maio de 1929, Jacupiranga recebeu a visita do cônsul geral do Japão, Seiichiro Nakashima, que residia em São Paulo. Nakashima foi recepcionado no Hotel Saxônia pelas autoridades locais e pelas de Pariquera-Açu.
Entre os que recepcionaram o cônsul estavam: o prefeito Miguel Abu-Yaghi; o presidente do Partido Republicano Paulista local, capitão Bernardo Ferreira Machado; o presidente da Câmara Municipal, capitão Jorge José de Lima; o delegado de polícia, João Berranger Martins; o juiz de paz, Angelo Giglio; e muitas outras pessoas importantes de Jacupiranga.
O cônsul visitou também Pariquera-Açu, Registro e Iguape.

#### O primeiro aniversário de emancipação
No dia 23 de junho de 1929, realizou-se o primeiro aniversário da emancipação de Jacupiranga. Ao amanhecer daquele dia, a população foi despertada pelo espocar de foguetes e pela banda de música local a percorrer as principais ruas da cidade, que amanheceu toda embandeirada, com o pavilhão nacional tremulando na fachada da Câmara Municipal e nas demais repartições públicas.
À tarde, a banda musical, professores e alunos foram até a Câmara para cumprimentar os representantes do município. Em seguida, realizou-se sessão solene na Câmara, onde discursaram seu presidente, o capitão Jorge José de Lima, o prefeito Miguel Abu-Yaghi, o vice-prefeito Eduardo Brasileiro de Macedo e o secretário da Câmara, José Leão de Lima. Falaram também jovens estudantes.
À noite, no salão da Câmara, foi promovido um grande baile, oferecido ao povo pela municipalidade, que foi prestigiado, inclusive, por importantes pessoas de Pariquera-Açu.

## Geografia
Jacupiranga se localiza na Mesorregião do Litoral Sul Paulista, na Serra do Mar e no bioma da Mata Atlântica.
Limita ao sul com Cananéia, ao sudoeste com Barra do Turvo, ao oeste com Cajati, ao leste com Pariquera-Açu, ao noroeste com Eldorado, e ao nordeste com Registro.

### Áreas e distâncias
Possui uma área de 708,382 km².
- Área da Zona Urbana 10,4 km²
- Área da Zona Rural 698,0 km²

Distâncias:
- Curitiba: 188 km
- Registro: 27 km
- São Paulo: 217 km
- Brasília: 1 202 km

### Hidrografia
- Rio Jacupiranga
- Rio Jacupiranguinha
- Rio Pariquera-Açu
- Rio Guaraú
- Rio Canha

### Clima
O clima do município pode ser classificado como Subtropical, caracterizado por verões quentes e invernos amenos com geadas pouco frequentes. Na classificação climática de Köppen-Geiger, o município apresenta clima classificado como Cfa.
| Dados climatológicos para Jacupiranga | Dados climatológicos para Jacupiranga | Dados climatológicos para Jacupiranga | Dados climatológicos para Jacupiranga | Dados climatológicos para Jacupiranga | Dados climatológicos para Jacupiranga | Dados climatológicos para Jacupiranga | Dados climatológicos para Jacupiranga | Dados climatológicos para Jacupiranga | Dados climatológicos para Jacupiranga | Dados climatológicos para Jacupiranga | Dados climatológicos para Jacupiranga | Dados climatológicos para Jacupiranga | Dados climatológicos para Jacupiranga |
| Mês                                   | Jan                                   | Fev                                   | Mar                                   | Abr                                   | Mai                                   | Jun                                   | Jul                                   | Ago                                   | Set                                   | Out                                   | Nov                                   | Dez                                   |                                       |
| ------------------------------------- | ------------------------------------- | ------------------------------------- | ------------------------------------- | ------------------------------------- | ------------------------------------- | ------------------------------------- | ------------------------------------- | ------------------------------------- | ------------------------------------- | ------------------------------------- | ------------------------------------- | ------------------------------------- | ------------------------------------- |
| Temperatura máxima média (°C)         | 29                                    | 29                                    | 28                                    | 27                                    | 24                                    | 22                                    | 22                                    | 23                                    | 23                                    | 25                                    | 27                                    | 28                                    |                                       |
| Temperatura mínima média (°C)         | 22                                    | 22                                    | 21                                    | 20                                    | 16                                    | 14                                    | 14                                    | 14                                    | 16                                    | 18                                    | 19                                    | 21                                    |                                       |
| Precipitação (mm)                     | 312                                   | 268                                   | 219                                   | 124                                   | 110                                   | 83                                    | 81                                    | 67                                    | 131                                   | 135                                   | 138                                   | 226                                   |                                       |
| Fonte: climatempo.com.br              |                                       |                                       |                                       |                                       |                                       |                                       |                                       |                                       |                                       |                                       |                                       |                                       |                                       |

### Rodovias
- SP-193
- SP-230
- SP-222
- BR-116 Rodovia Régis Bittencourt

### Ferrovias
- Extensão Juquiá-Cajati da antiga Fepasa [17]

## Demografia
Dados do Censo - 2000
População total: 17 041
- Urbana: 10 043
- Rural: 6 998
  - Homens: 8 711
  - Mulheres: 8 333
- Densidade demográfica (hab./km²): 24,06
- Mortalidade infantil até 1 ano (por mil): 19,12
- Expectativa de vida (anos): 69,57
- Taxa de fecundidade (filhos por mulher): 3,06
- Taxa de alfabetização: 87,35%
- Índice de Desenvolvimento Humano (IDH-M): 0,760
- IDH-M Renda: 0,706
- IDH-M Longevidade: 0,743
- IDH-M Educação: 0,830

(Fonte: IPEADATA)

## Política e administração
- Prefeito: Roberto Carlos Garcia (2021–2024)
- Vice-prefeito: Sylvio Carneiro Braga Junior
- Presidente da câmara: Leonel Jose de Souza

### Eleições 2024
Nas eleições municipais 2024, o candidato á prefeito Professor Jessé foi o mais votado, com 3473 votos, porém, foi anulado sub judice, deixando o municipio sem candidato eleito até o momento.

## Economia
A principal atividade econômica da região é o cultivo da banana. Também se destaca na criação do gado vacum e bubalinos.

## Infraestrutura

### Comunicações
O sistema de telefones automáticos foi inaugurado na cidade em 1980 pela Telecomunicações de São Paulo (TELESP), que também implantou o sistema de discagem direta à distância (DDD) em 1980 com o código de área (0138). Anteriormente a cidade era atendida pela Cia. Telefônica de Itanhaém.
Na década de 90 o código DDD da cidade foi alterado para (013), para padronização do sistema telefônico com a telefonia celular que estava sendo implantada em todo o estado.

## Cultura e lazer

### Culinária
Uma das contribuições do municipio para a culinária foi o rodízio. Segundo a ACHUESP - Associação das Churrascarias do Estado de São Paulo - o nascimento do rodízio aconteceu em meados da década de 60 em Jacupiranga, na Churrascaria 477, comandada por Albino Ongaratto. Segundo consta, num dia de churrascaria lotada de romeiros vindos da festa do Bom Jesus de Iguape, um atrapalhado garçom trocou os pedidos de várias mesas, o que gerou uma grande confusão. Assim, Albino achou por bem servir todos os espetos para todas as mesas. A ideia foi bem aceita e passou a ser rotina na casa, que agradou seus clientes e tornou-se mundialmente conhecida. A Churrascaria 477 ainda atende no mesmo local.

### Turismo

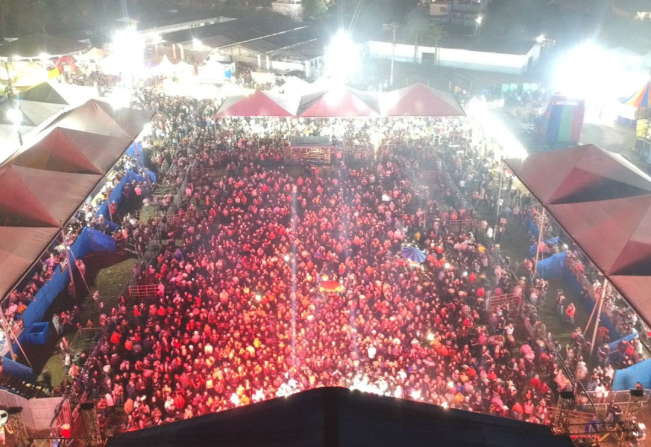
Milhares de pessoas em um show na 30° Expojac, ocorrida no ano de 2023, no 95° aniversário de Jacupiranga.

Dentre os atrativos destacáveis no município, pode-se citar festas típicas, como rodeios e festas juninas, além das tradições na cultura católica, como a ilustre Festa do Divino Espírito Santo e a Festa em Louvor a Nossa Senhora da Conceição, padroeira municipal. Anualmente, é realizada a Expojac, comemoração ao aniversário da cidade.

### Pontos turísticos
- Salto do Rio Guaraú
- Serra do Guaraú
- Serra do Cadeado
- Pedra do lençol
- Cachoeiras e corredeiras
- Parque Estadual de Jacupiranga
- Igreja Matriz (restauração)
- Pedra do Cristal
- Caminho dos Jesuítas
- Cachoeira do Pitu
- Morro do Talavasso

## Religião
O Cristianismo se faz presente na cidade da seguinte forma:

### Igreja Católica
- A igreja faz parte da Diocese de Registro.[23]

### Igrejas Evangélicas
Entre as igrejas protestantes históricas, pentecostais e neopentecostais, encontram-se na cidade:
- Assembleia de Deus Ministério do Belém.[26][27]
- Congregação Cristã no Brasil.[28]